# Kianna Dior
Kianna Dior, pseudonimo di Victoria Ann Woo (Vancouver, 17 ottobre 1969), è un'attrice pornografica canadese. Ha partecipato al videoclip del brano Without me di Eminem insieme a Jenna Jameson.

## Biografia e carriera
Kianna Dior ha lavorato come spogliarellista a Vancouver, sua città natale, e dopo quattro anni, incoraggiata dalla collega e amica Shay Sights è entrata nel 1999 nell'industria pornografica. Inizialmente ha girato solo scene da sola e/o con altre ragazze ma due anni più tardi ha iniziato a lavorare anche con attori maschili. Nel 2009 ha prevalso in una controversia contro la casa di moda di Cristian Dior che reclamava una violazione di copyright per la somiglianza del suo sito KiannaDior.com.
Ha girato oltre 380 scene con le più grandi case di produzione quali Adam & Eve, Video Team e Vivid.
Nel 2020 è stata inserita nella Hall of Fame degli AVN Awards.

## Riconoscimenti
- AVN Awards
  - 2020 – Hall of Fame - Video Branch[5]